# 桃園市桃園區慈文國民小學
桃園市桃園區慈文國民小學（英語：Tzu-Wen Elementary School），簡稱慈文國小、慈小，是一所位於臺灣桃園市桃園區的國民小學，1999年（民國88年）由二年前成立的北門國小慈文分校獨立而來。
慈文國小為桃園市健康促進學校之一。校內約有20餘個社團，其中三分之一以上為體育類社團。每周四的母語日，校內會透過小主播放送生活客語。

## 校史
1997年7月8日，桃園縣政府核定由北門國小籌設分校，該分校並於同月25日確立名稱為「慈文分校」，為慈文國小的前身，並聘黃志賢為分校主任。同年12月17日，校舍第一期工程動工興建，直至1998年7月15日竣工。
1998年8月29日，第一批學生進入該校就學，共有14班516人。到了1999年8月1日則正式獨立為慈文國民小學，由張賢坤擔任首任校長。
2013年，為配合桃園市公所推展品德教育紮根計畫，該校思源亭於10月10日上午啟用，同時促進校園美化綠化，使該校成為該年度全市四所品德教育示範城市績優學校之一。

## 周遭環境
該校生活圈包含大興西路一段、慈文路、經國路以及中正路一帶，鄰近慈文國中、敏盛醫院、中正藝文特區、中山高速公路南崁交流道與國道二號南桃園交流道，桃園捷運綠線也將經過該校附近。

## 外部連結
- 桃園市桃園區慈文國民小學